# Manoir de Luolala
Le manoir de Luolala (finnois : Luolalan kartano) est un manoir à Naantali en Finlande.

## Présentation
Le corps de logis actuel du manoir a été construit au XIXe siècle et comprend 600 mètres carrés de surface habitable.
Le manoir comprend, entre autres, six chambres, une salle à manger et trois salons,.

## Histoire
Le domaine de Luolala est mentionné pour la première fois dans des sources écrites en 1424. 
Le domaine a reçu les droits de propriété en 1441 du roi Christophe de Bavière.
La ville de Naantali possédait le manoir de Luolala depuis 1986, et une école d'hôtesses y a fonctionné jusqu'en 2003. 
Depuis 2003, le bâtiment est une résidence familiale privée,.
Le bâtiment a 600 m2 de surface habitable sur trois étages. 
Sa surface brute est de 1 000 m2.